# Ricardo Bayão Horta
Ricardo Manuel Simões Bayão Horta GCC (19 de Novembro de 1936) é um engenheiro, professor e político português.
Frequentou o Colégio Militar. Ocupou diversos cargos em governos portugueses.
A 30 de Julho de 1983 foi agraciado com a Grã-Cruz da Ordem Militar de Nosso Senhor Jesus Cristo.

## Funções governamentais exercidas
- VII Governo Constitucional
  - Ministro da Indústria e Energia
- VIII Governo Constitucional
  - Ministro da Indústria, Energia e Exportação

Secretário de Estado da Energia e Minas do I Governo Constitucional, de 1977 a 1978

Secretário de Estado da Indústria Transformadora do VI Governo Constitucional, 1980